# Söhne der göttlichen Vorsehung
Die Söhne der göttlichen Vorsehung (lat.: Filii Divinae Providentiae, Ordenskürzel: FDP; auch Orioniten) sind eine römisch-katholische Ordensgemeinschaft nach den Bestimmungen der Institute des geweihten Lebens. Diese Kongregation ist ein Männerorden, der 1903 die päpstliche Approbation erhielt, seine Gründung geht auf den Heiligen Luigi Orione (1872–1940) zurück.

## Geschichte
Der italienische Priester Luigi Orione war zunächst ein Schüler von Don Bosco und eröffnete bereits 1892, mit 20 Jahren, die erste Gemeinschaft und ein kirchliches Jugendzentrum. 1893 gründete er eine Internatsschule für arme und mittellose Schulkinder. Sein Werk nannte er „Werk der Göttlichen Vorsehung“ (ital.: Opera della Divina Provvidenza), schon bald hatte er viele Anhänger. Mit der kanonischen Approbation vom 21. März 1903 bestätigte der Bischof von Tortona die Gründung des Männerordens „Söhne der göttlichen Vorsehung“ (ital.: Figli della Divina Provvidenza) an. Ihm gehörten Priester, Einsiedlerbrüder und Koadjutoren an. Danach entwickelte sich die weibliche Kongregation „Kleine Missionsschwestern von der Liebe“ (ital.: Piccole Soure Missionarie della Carita). Hieraus wiederum entstanden zwei kontemplative Zweige, die „Sacramentine adoratrici non vedenti“ und die „Contemplative di Gesù Crocifisso“, im weiteren Werdegang wurden das Säkularinstitut „Don Orione“ und die gleichnamige Laienbewegung gegründet. Der Leitgedanke leitet sich aus dem Wahlspruch „Alles in Christus erneuern“ (lat.: Omnia instaurare in Christo) ab und ist im Ordenswappen verankert.

## Die Entwicklung
Noch zu Lebenszeiten von Don Orione breitete sich sein Werk über Europa (Polen 1924), Südamerika (Brasilien 1913) und Nordamerika (USA 1934) aus. Die Ordensfamilien, die heute unter der Bezeichnung „Kleines Werk von der Göttlichen Vorsehung“ zusammengefasst sind, arbeiten überwiegend als Helfer der Alten, Kranken und Notleidenden, besonders unter der Jugend. Nach den starken und heftigen Erdbeben von Messina (1908) und Marsica (1915) setzten sie sich besonders effizient in den vom Erdbeben zerstörten Gebieten ein. Während des Ersten Weltkrieges übernahmen sie die Betreuung und Pflege von Kriegswaisen. Am Ende seiner Schaffenskraft zählte das Werk des Don Orione 820 Mitglieder, hiervon waren 220 Priester. Sein Werk breitete sich darüber hinaus in Polen, Brasilien und den USA aus, unterstützt wird die Kongregation durch die „Freunde von Don Orione“ (ital.: Amici di Don Orione).

## Aktuelle Situation
Das „Werk“ hat in über dreißig Ländern Niederlassungen, zur Ordensgemeinschaft der Söhne von der göttlichen Versehung gehören 1100 Mitglieder, die Kleinen Missionsschwestern von der Liebe zählen 900 Mitglieder, das Säkularinstitut von Don Orione umfasst 170 Mitglieder. Hinzu kommen die freiwilligen Helfer und die Laienbewegung. Zuletzt wurden Einrichtungen des Werkes am Stadtrand von Manila (2001) und von Mexiko-Stadt (2003) eröffnet. Weitere Niederlassungen wurden in Bukarest (2004) und Fortaleza (2005) errichtet. Im Laufe der vergangenen Jahre wurden auch neue Bereiche der Missionstätigkeit eröffnet: in Maputo (Mosambik) betreut das Werk ein Zentrum für Kinder, die von Minen verstümmelt wurden; und in Porto Velho (Amazonasgebiet, Brasilien), Baga (Togo) und Antsofinondry (Madagaskar) wurden jeweils Volkshochschulen eröffnet. Neue Niederlassungen in Osteuropa entstanden in Lwiw (Ukraine) und Lahischyn (Belarus), ein Heim für arme und allein stehende Menschen und eine Wallfahrtsstätte. In Italien versucht das Werk vor allem die eigenen Einrichtungen auf den neuesten Stand zu bringen und den heutigen Erfordernissen anzupassen.

## Generalsuperiore
- Luigi Orione (1903–1940)
- Carlo Sterpi (1940–1946)
- Carlo Mario Pensa (1946 – 5. Oktober 1962)
- Giuseppe Zambarbieri (1963–1975)
- Ignacio Terzi (1975–1987)
- Giuseppe Masiero (1987–1991)
- Giuseppe Simionato (1992–2004)
- Flavio Peloso (seit 16. Juli 2004)